# Dasypus neogaeus
Dasypus neogaeus é uma espécie extinta de tatu, pertencente ao gênero Dasypus, junto com tatu-galinha moderno. O único fóssil conhecido é um único osteoderma, embora tenha sido perdido, que foi encontrado nas camadas do Mioceno Superior da Argentina.

## História e classificação
Os fósseis de Dasypus neogaeus foram inicialmente coletados no “Conglomerado Osífero” do Mioceno Superior da Formação Ituzaingo do Paraná, Província de Entre Rios, no norte da Argentina, pelo paleontólogo Florentino Ameghino. No entanto, alguns autores afirmaram que os fósseis podem ter vindo do Pleistoceno. 
O fóssil consistia de apenas um único osteoderma móvel da carapaça dorsal. O osteoderma foi então enviado ao Museu Argentino de Ciências Naturais Bernardino Rivadavia, em Buenos Aires, onde foi descrito e denominado Dasypus neogaeus por Ameghino em 1891.   Desde então, nenhum fóssil adicional foi atribuído ao táxon, embora fósseis da mesma idade tenham sido desenterrados em outras áreas da Argentina. 

## Descrição
O osteoderma holótipo mede cerca de 13 milímetros de comprimento, mas indica uma espécie maior que Dasypus hybridus, mas menor que D. novemcinctus. O osteoderma também difere do de outras espécies por apresentar mais forames pilíferos, 8 no total, na extremidade posterior em comparação com D. novemcinctus. Embora apresente apenas 2 características físicas diagnósticas e seja conhecido por fósseis muito fragmentados, mais características de diagnóstico podem estar na anatomia histológica do osteoderma.

## Paleobiologia
Com base nas informações tafonômicas e ambientais fornecidas pelo “Conglomerado Osífero” onde o holótipo foi encontrado, D. neogaeus viveu em áreas com florestas de galeria próximas corpos d'água. Isto é contrário às espécies modernas de Dasypus, que vivem em campos abertos, sugerindo que o Dasypus e outros tatus menores passaram recentemente por uma mudança ecológica.

## Paleoambiente
Fósseis só foram descobertos na Formação Ituzaingó de Entre Rios, Argentina, que preserva vastas planícies de maré semelhantes às da atual Amazônia e um clima quente. Grandes mamíferos herbívoros notoungulados na Formação Ituzaingó eram amplamente distribuídos, incluindo os toxodontídeos Xotodon e Adinotherium, e litopterns como Brachytherium, Cullinia, Diadiaphorus, Neobrachytherium, Oxyodontherium, Paranauchenia, Promacrauchenia, Proterotherium e Scalabrinitherium. Grandes gliptodontes armadurados como Palaehoplophorus, Eleutherocercus e Plohophorus  viveram na área, bem como outros cingulados como os pampatheris Kraglievichia e Scirrotherium.  Os carnívoros incluíam os forusracídeos Devincenzia e Andalgalornis e os esparassodontes, com grandes crocodilianos como Gryposuchus e Mourasuchus em água doce. Bambus, coqueiros e outras palmeiras eram predominantes.